# Плетеньки
Плетеньки — деревня в Великолукском районе Псковской области России. Входит в состав сельского поселения «Лычёвская волость».
Расположена в центре района, к востоку от Великих Лук.

## Население
Численность населения по оценке на 2000 год составляла 40 жителей, на 2010 год — 38 жителей.